# Trayu (Sumowono)
Trayu is een bestuurslaag in het regentschap Semarang van de provincie Midden-Java, Indonesië. Trayu telt 891 inwoners (volkstelling 2010).